# Margareta Strand

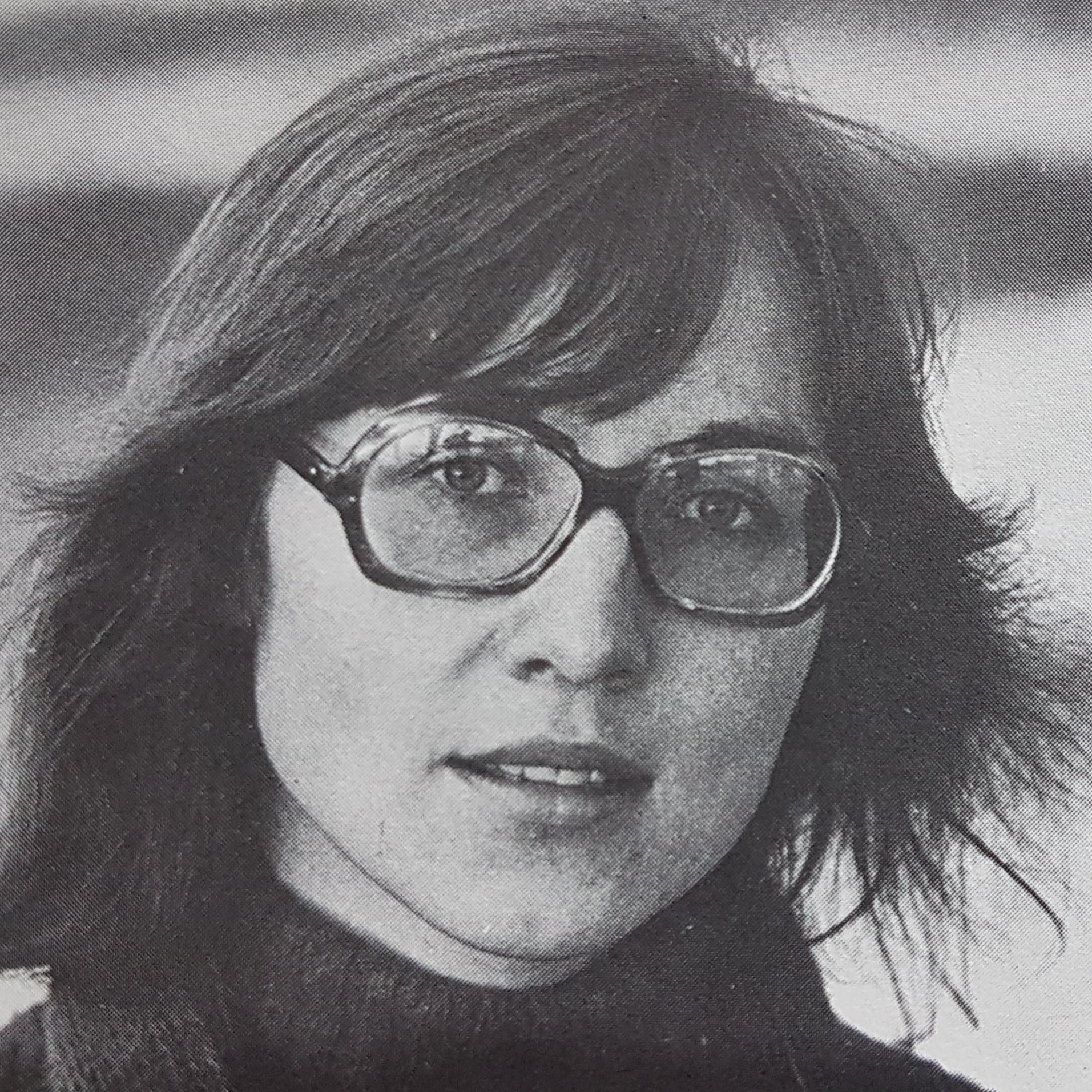
Margareta Strand.

Margareta Strand, född 1945 i Grängesberg, är en svensk målare.
Strand växte upp i Munkfors och efter avslutad grundskola sökte hon sig till Capellagården på Öland, därefter studerade hon vid Gerlesborgsskolan och Konstfackskolan i Stockholm.
Separat har hon ställt ut på bland annat Galleri Gripen i Karlstad och Galleri Engström i Stockholm. Hon har medverkat i samlingsutställningen Första Nordiska Textiltriennalen 1976 på Konstnärshuset i Stockholm, Föreningen Svenska Konstnärinnors medlemsutställningar, Värmlands konstförenings Höstsalong på Värmlands museum, och Liljevalchs vårsalonger
Hon har tilldelats Svenska konstnärernas förenings stipendium, Kungafonden, Stockholms stads kulturstipendium, statliga arbetsstipendier och statliga resestipendier.
Strand är representerad vid Statens konstråd, på några svenska ambassader utomlands samt ett flertal landsting och kommuner.